# Anne Pingeot
Pour les articles homonymes, voir Pingeot.
Anne Pingeot, est une historienne de l'art française, née le 13 mai 1943 à Clermont-Ferrand.
Spécialiste de la sculpture du XIXe siècle, elle est conservatrice au musée du Louvre puis au musée d'Orsay.
De sa liaison avec le président de la République française François Mitterrand naît Mazarine Pingeot.

## Biographie
Anne Pingeot est la fille de l'ingénieur et industriel François René Pierre Pingeot (fils de Lucien Frédéric Henri Pingeot — inventeur du briquet à gaz — et de Marie-Antoinette Chambriard), et de Thérèse Victoire Marie Antoinette Chaudessolle. Cette dernière est la fille du général de division Paul Arthur Marie Chaudessolle, et de Marie Catherine Jeanne Fayolle, et en conséquence la petite-fille de l'avocat et bâtonnier de l'ordre de Clermont-Ferrand, Guillaume François Félix Chaudessolle, et du maréchal de France, Émile Fayolle, élevé à cette dignité à la suite de la Première Guerre mondiale,. Ainsi Anne Pingeot est, par sa mère, l'arrière-petite-fille du maréchal Fayolle.
Elle a tout juste 14 ans quand elle rencontre pour la première fois François Mitterrand en 1957. L'homme politique lui montre de l'intérêt alors qu'elle passe des vacances avec ses parents à Hossegor. 
Elle est passionnée par le dessin et il l'aide à se rendre à Paris afin d'étudier l'art. Elle s'installe à l'automne 1960 dans un foyer de jeunes filles, l'Abbaye-aux-Bois, 11, rue de la Chaise, dans le 7e arrondissement de Paris. Elle débute par l'apprentissage des vitraux, puis prépare une licence de droit tout en menant en parallèle les cours de l'École du Louvre. À partir de l'été 1963, alors qu'il a 47 ans, François Mitterrand poursuit sans relâche son entreprise de séduction de la jeune femme de 20 ans. Elle vit en colocation 39, rue du Cherche-Midi (6e arrondissement de Paris), où François Mitterrand se rend souvent, plus ou moins discrètement,. Conquise, la jeune femme cède à l'amour de Mitterrand en 1965 à Cordes-sur-Ciel, dans le Tarn.
Conservatrice au département des sculptures au musée du Louvre, elle prend part au projet du musée d'Orsay à partir de 1973, en tant que spécialiste de la sculpture du XIXe siècle puis y devient conservatrice des sculptures.
Commissaire générale de plusieurs expositions sur son thème de prédilection, elle est l'auteur de nombreux ouvrages d'art. Elle coorganise une importante exposition sur la sculpture au XIXe siècle au Grand Palais en 1986.
Le président de la République Mitterrand, par ailleurs devenu son conjoint de fait, la consulte souvent lors de la réalisation du projet du « Grand Louvre »,.
En 2001, elle est nommée membre du Comité des travaux historiques et scientifiques dans la section d'archéologie et d'histoire des civilisations médiévales et modernes.
Elle fait valoir, en tant que conservatrice générale du patrimoine, ses droits à la retraite en 2008, et enseigne à l'École du Louvre.

### Vie privée
Le 18 décembre 1974 à Avignon, elle donne naissance à Mazarine Pingeot, fille de François Mitterrand, qui la reconnaît le 25 janvier 1984 devant notaire.
Entre 1983 et 1995, grâce à François Mitterrand, Anne Pingeot et sa fille disposent gratuitement d'un appartement au palais de l'Alma, résidence réservée généralement à des fonctionnaires au service de la Présidence,.
En 2016, elle autorise la publication de Lettres à Anne constituée de 1 218 lettres reçues de celui-ci entre octobre 1962 et septembre 1995, annotées par elle-même et accompagnées de certaines de ses réponses, ainsi que celle du Journal pour Anne, journal intime que François Mitterrand a tenu pour elle entre 1964 et 1970.

## Publications
- Collectif, La femme artiste : d'Élisabeth Vigée-Lebrun à Rosa Bonheur, catalogue de l'exposition au donjon Lacataye à Mont-de-Marsan, de novembre 1981 à février 1982, éditions du musée Despiau-Wlérick, 1981
- avec Geneviève Bresc-Bautier, Sculptures des jardins du Louvre, du Carrousel et des Tuileries, Paris, RMN, notes et documents des Musées de France n°12, 1986, deux volumes.
- L'« Âge mur » de Camille Claudel, catalogue de l'exposition au musée d'Orsay du 27 septembre 1988 au 8 janvier 1989, Paris, Réunion des musées nationaux, 1988
- Degas : sculptures, photographies de Frank Horvat, Imprimerie nationale et RMN, Paris, 1991
- Le Jardin des Tuileries, photographies d'Alain Muriot, éditions Du May et RMN, Paris, 1993
- Avec Catherine Chevillot et Liliane Colas, François Pompon : 1855-1933, Paris, Gallimard, Réunion des musées nationaux, 1994
- La Sculpture au musée d'Orsay, éditions Scala, 1995
- Paris - Bruxelles, Bruxelles - Paris, Réalisme, impressionnisme, symbolisme, art nouveau : les relations artistiques entre la France et la Belgique, 1848-1914, avec la collaboration de Robert Hoozee, catalogue de l'exposition au Grand Palais de mars à juillet 1997, Fonds Mercator, 1997
- Italies : l'art italien à l'épreuve de la modernité, 1880-1910, avec la collaboration de Gianna Piantoni, RMN, 2001
- Orsay : sculpture, éditions Scala, 2004
- Avec Antoine Terrasse, Bonnard sculpteur : catalogue raisonné, Paris, Musée d'Orsay, 2006
- Avec Marla Prather, Robert Mangold, Paul Gauguin, Paris, Argol, 2006
- Avec Marie-Cécile Forest, Gustave Moreau : l'homme aux figures de cire, catalogue de l'exposition au musée national Gustave Moreau du 10 février au 17 mai 2010, Paris : Somogy éd., 2010